# Herrmann Julius Meyer

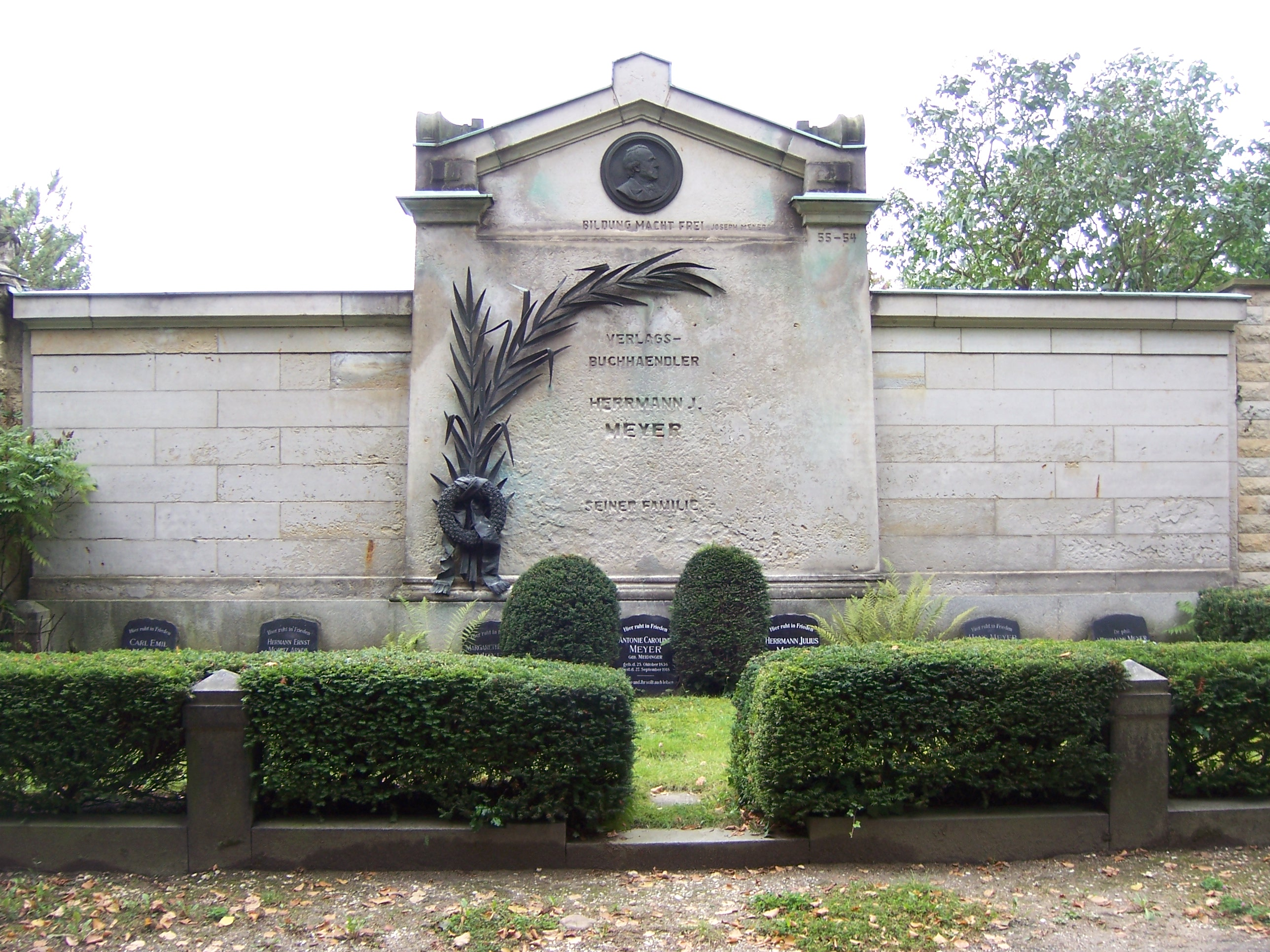
Graf van Herrmann Julius Meyer

Herrmann Julius Meyer (Gotha, 4 april 1826 – Leipzig, 12 maart 1909) was een Duitse uitgever.
Meyer werkte in de door zijn vader Joseph Meyer opgerichte uitgeverij Bibliographisches Institut, maar vluchtte wegens zijn betrokkenheid bij de revolutie van 1848 in 1849 naar Amerika, waar hij in New York een boekhandel annex filiaal van de uitgeverij vestigde. 
In 1854 keerde hij naar Duitsland terug, saneerde na de dood van zijn vader (1856) diens ondernemingen en concentreerde zich volledig op de uitgeverij in Hildburghausen die hij tot grote bloei bracht. 1874 verplaatste hij het concern naar Leipzig. 
In 1885 trok hij zich uit de bedrijfsleiding terug om opgevolgd te worden door zijn zoons; een van hen was de beroemde geograaf en ontdekkingsreiziger Hans Meyer. Na zijn pensionering maakte hij zich nog vele jaren verdienstelijk in de sociale woningbouw in Leipzig.